# Slammiversary IX
Slammiversary IX è stata la settima edizione del pay-per-view prodotto dalla Total Nonstop Action Wrestling (TNA). L'evento si è svolto il 12 giugno 2011 nell'Impact Zone di Orlando, Florida.

## Risultati
| # | Risultati | Stipulazioni | Durata |
| - | --- | --- | ------ |
| 1 | Gun Money (James Storm e Alex Shelley) (con Bobby Roode) (c) hanno sconfitto 'The British Invasion' (Douglas Williams e Magnus) | Tag team match per i titoli TNA World Tag Team Championship | 10:57  |
| 2 | Matt Morgan ha sconfitto Scott Steiner                                                                                          | Single match | 09:20  |
| 3 | Abyss (c) ha sconfitto Kazarian e Brian Kendrick                                                                                | Three-Way match per il titolo TNA X Division Championship | 12:05  |
| 4 | Crimson ha sconfitto Samoa Joe                                                                                                  | Single match | 10:33  |
| 5 | Mickie James (c) ha sconfitto Angelina Love (con Winter)                                                                        | Single match per il titolo TNA Women's Knockout Championship | 08:03  |
| 6 | Bully Ray ha sconfitto A.J. Styles                                                                                              | Last Man Standing match | 20:18  |
| 7 | Mr. Anderson ha sconfitto Sting (c)                                                                                             | Single match per il titolo TNA World Heavyweight Championship | 15:52  |
| 8 | Kurt Angle ha sconfitto Jeff Jarrett                                                                                            | Single match per determinare il contendente numero uno al titolo TNA World Heavyweight Championship. Se Jarrett avesse vinto, Angle sarebbe stato costretto a dargli la sua medaglia olimpica. | 17:42  |
|   | (c) = campione in carica al momento dell'inizio del match                                                                       | |        |